# Mínós
Mínós (řecky Μίνως), (latinsky Minos) je v řecké mytologii krétský král, syn Dia a jeho milenky Európy.

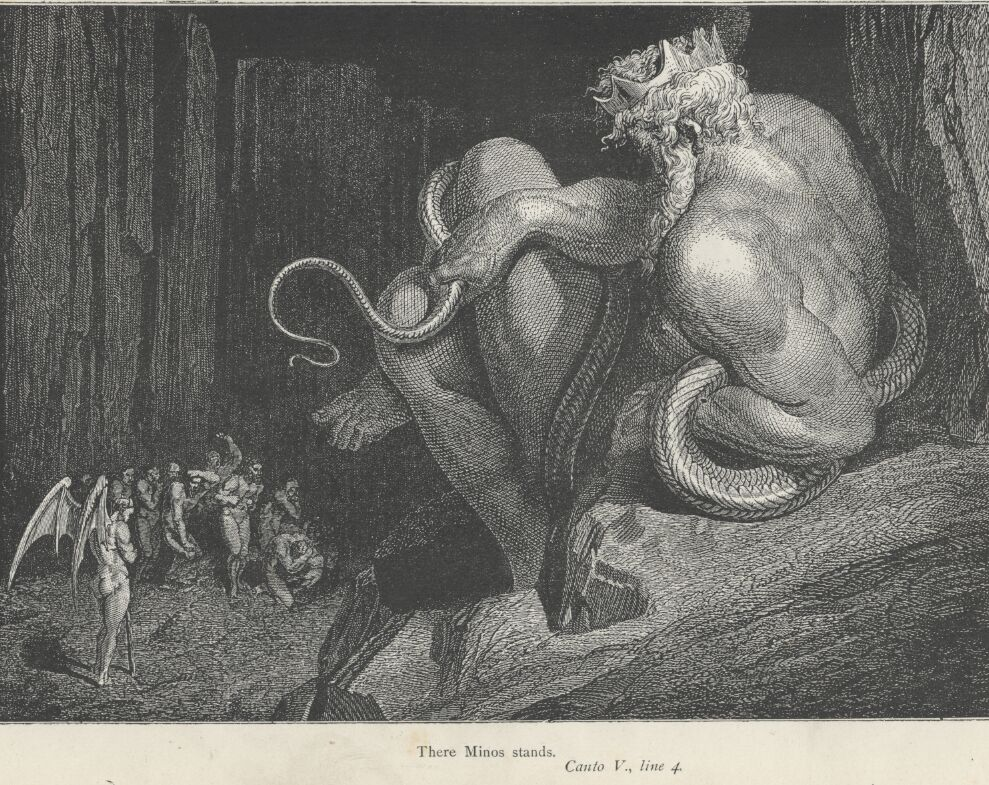
Mínos podle Dantova Inferna

Když Zeus spatřil Európu, dceru sídónského krále Agénora, zamiloval se do ní a v podobě zlatého býka ji sváděl, unesl ji na Krétu a zplodil s ní tři syny: Mínós se stal králem krétským, Sarpédón králem v Lykii a Rhadamanthys členem podsvětního soudního tribunálu v Hádově říši.
Mínós vybudoval na ostrově Kréta mohutné loďstvo, které sloužilo obraně a také rozvinutému obchodu, který přinesl Krétě bohatství a blahobyt. Vzal si za manželku Pásifaé, Héliovu dceru a měl s ní čtyři syny Deukalióna, Glauka, Androgea a Katrea a dvě dcery Ariadnu a Faidru.
Mínós udržoval přátelské vztahy s řeckými městy, zejména s Athénami, takže když se tam pořádaly hry, zúčastnil se jich také jeho syn Androgeos a zvítězil. To však neunesl athénský král Aigeus a snad z řevnivosti ho úkladně zavraždil. Bohové potrestali Athény morem a suchem a Mínós proti nim vytáhl se silným vojskem. Za usmíření museli Athéňané zaplatit krutou daň – každý devátý rok museli na Krétu poslat sedm panen a sedm paniců, kteří byli předhozeni Mínótaurovi.
Tuto strašnou obludu, netvora s lidským tělem a býčí hlavou porodila králova žena Pásifaé právě v době válečného tažení. Svedl ji posvátný bílý býk. Královna byla za takovou nevěru krutě potrestána, pro netvora vybudoval řecký stavitel a vynálezce Daidalos mohutný labyrint v Knóssu. Tam Mínótauros žil až do třetího opakování athénských obětí, kdy ve skupině mladých lidí připlul také Théseus, syn krále Aigea, a ten Mínótaura zabil. S pomocí lásky krétské princezny Ariadny a jejího pověstného klubka nití se také šťastně z labyrintu vrátil. Ariadnu vezl Théseus do Athén jako budoucí manželku, ale nestalo se tak. Podle jedné verze dali bohové Ariadně najevo, aby Thésea nenásledovala, podle jiné ji Théseus spící zanechal na ostrově Naxos. Ariadna se vzápětí provdala za boha Dionýsa, Théseus si později vzal její sestru Faidru. Prý ani jedno z těch manželství nebylo šťastné.
Šťastně neskončil ani život Daidalův, kterého král Mínós držel na Krétě, aby bylo tajemství labyrintu uchováno. Jenže Daidalos sestrojil křídla pro sebe i malého syna Íkara a opustili Krétu vzduchem. Při tomto letu však Íkaros přes všechna varování vyletěl vysoko ke slunci, to rozpustilo vosk, křídla se rozpadla a Íkaros se utopil v moři, které se po něm nazývá moře Ikarské.
Ani Mínós neskončil dobře. Při zuřivém pátrání po Daidalovi se za ním vypravil na Sicílii i se svým loďstvem. Daidalos ale údajně byl připraven: do Mínóovy koupelny zavedl tajné potrubí, kterým vpustil do vany vařící vodu, a to způsobilo jeho smrt.
Báje o Mínóovi je zřejmě více než mnohé jiné postavena na historických událostech i osobě, což dokazují archeologické objevy 20. století, kdy anglický archeolog Arthur Evans objevil v roce 1900 na pahorku Kefala Čelebi několik kilometrů od krétského hlavního města Iraklión trosky obrovského paláce. Práce pokračovaly celou polovinu století a přinesly překvapivé vzácné nálezy, potvrzující příběh z řecké mytologie.